# Liste der Nummer-eins-Hits in Frankreich (1957)
Diese Liste enthält alle Nummer-eins-Hits in Frankreich im Jahr 1957. Es gab in diesem Jahr fünf Nummer-eins-Singles.
| - Dario Moreno - Je vais revoir ma blonde - 35 Wochen (10. Mai 1956 – 10. Januar 1957) - Jacqueline François - Que sera, sera - 12 Wochen (11. Januar – 4. April) - Dalida – Bambino - 31 Wochen (5. April – 7. November) - Dalida – Tu n'as pas très bon caractère - 1 Woche (8. November – 14. November) - The Platters – Only You (And You Alone) - 13 Wochen (15. November 1957 – 14. Februar 1958) |